# داستان اوساکا
داستان اوساکا (به ژاپنی: 大阪物語) یک فیلم سیاه و سفید به کارگردانی کوزابورو یاشیمورا است که در سال ۱۹۵۷ اکران شد. از بازیگران آن می‌توان به کیوکو کاگاوا، شینتارو کاتسو، تامائو ناکامورا، ایجیرو تونو، و ایچیکاوا رایزو اشاره کرد.